# さかな公園
さかな公園（さかなこうえん）は山梨県南都留郡忍野村にある水と森のテーマパーク・公園。

## 概要
忍野八海や桂川、富士山などからなる恵まれた自然を後世に伝えていくために2001年に作られた水と森のテーマパーク。
水を知り、水とたわむれ、水を育むを合言葉にしている。
園内には森の学習館・富士湧水の里水族館などがある。

## 施設
- 森の学習館
  - 八角形をした建物の中で森に関することを学ぶことができる学習館。床や壁に多く木が使われている。
- 富士湧水の里水族館
  - 山梨県唯一の水族館。淡水魚を中心に展示しており、富士の湧き水を使っていることから透明度がとても高い。
- 芝生公園
  - 子供たちが遊べるような遊具が設置されており、水遊びができるじゃぶじゃぶ池もある。

## 利用状況

### 開園時間
9:00 - 17:00

### 休園日
- 火曜日（祝日の場合は開園、翌日休園）
- 祝日の翌日（土日除く）
- 12月28日 - 1月1日

なお 7月21日 - 8月31日は無休

## 交通アクセス

### 車
- 東富士五湖道路山中湖ICから5分。
- 中央自動車道河口湖ICから20分。
- 国道138号線忍野入口信号または自衛隊入口信号から3分

### バス
- 富士山麓電気鉄道富士急行線富士山駅より富士急バスお宮橋経由内野行きに乗車、さかな公園バス停にて下車。